# ماركو يفتوفيتش
ماركو يفتوفيتش (بالإسبانية: Marko Jevtović)‏ وهو لاعب كرة قدم صربي في خط الوسط ولد في يوم 24 يوليو 1993 في صربيا لعب سابقاً مع الأهلي القطري.

## روابط خارجية
- ماركو يفتوفيتش على موقع الاتحاد الأوربي (الإنجليزية)
- ماركو يفتوفيتش على موقع اتحاد تركيا (لاعب) (الإنجليزية)
- ماركو يفتوفيتش على موقع قاعدة بيانات كرة القدم.إي يو (الإنجليزية)
- ماركو يفتوفيتش على موقع ناشيونال فوتبول تيمز (الإنجليزية)
- ماركو يفتوفيتش على موقع Soccerway.com (الإنجليزية)
- ماركو يفتوفيتش على موقع عالم كرة القدم.نت (الإنجليزية)
- ماركو يفتوفيتش على موقع AS.com (الإسبانية)